# نخودی
نُخودی رنگی از پرده‌های زرد مایل به خاکستری است.

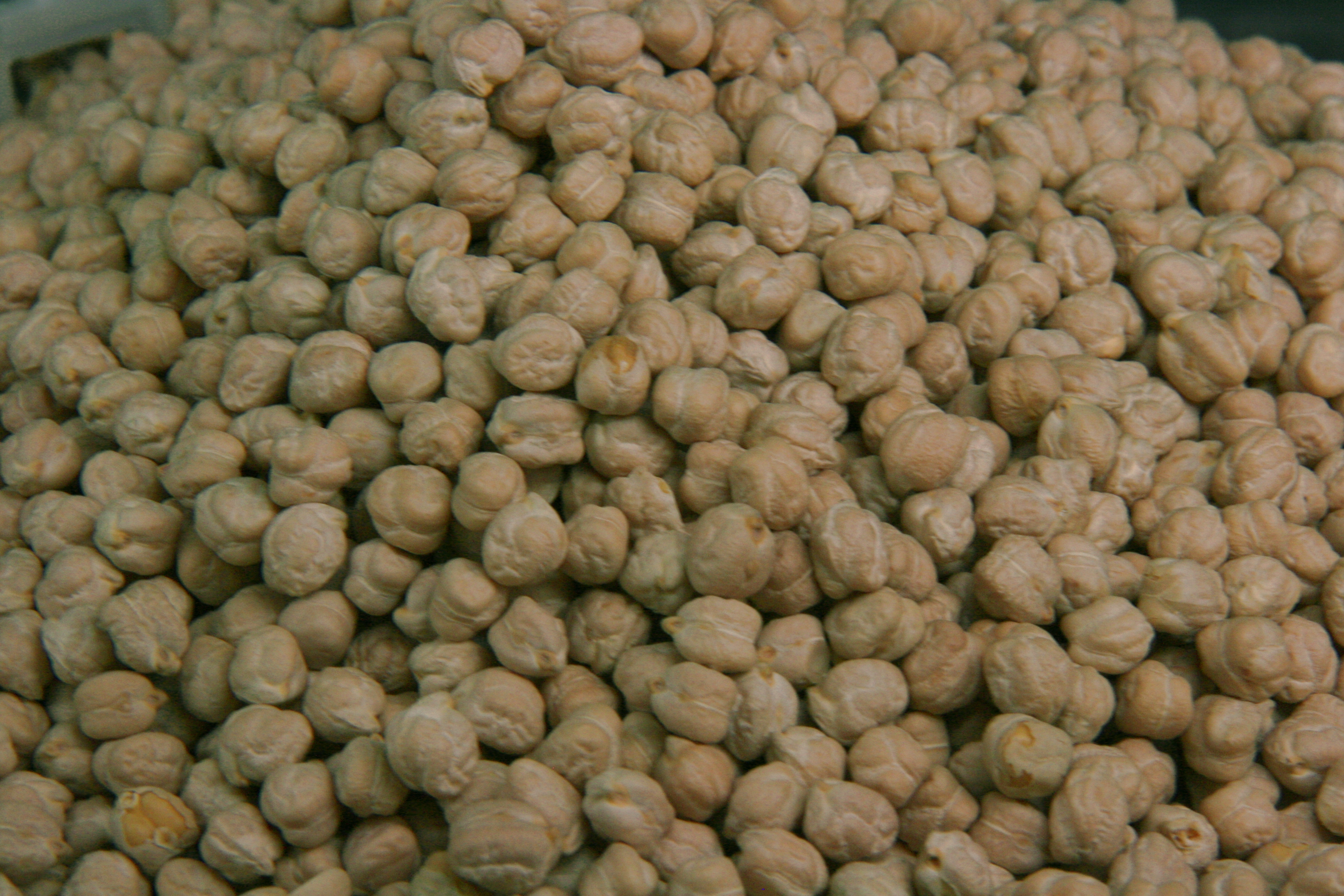
نخودی

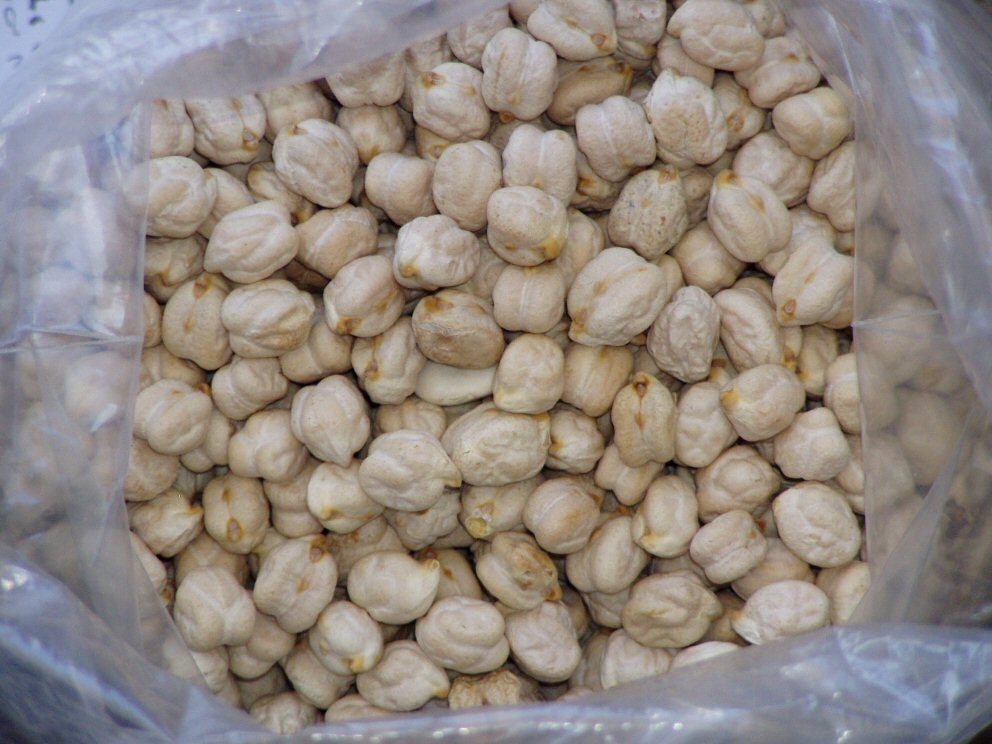
نخودی روشن

این رنگ، رنگی ترکیبی است که همرنگ نخود ایرانی (نخود زرد یا آبگوشتی) می‌باشد و از ترکیب هر سه رنگ اصلی (زرد، سرخ، آبی) و سفید به دست می‌آید و رنگ‌های سفید و زرد غلبه دارند. رنگ‌های کرِم و بژ نزدیک به این رنگ هستند.
رنگ نخودی در سفالگری‌های پیش از تاریخ بسیار دیده می‌شود.
در هزاره پنجم پیش از میلاد نوعی سفال نخودی با نقش سیاه که خوب پخته شده در دشت خوزستان و جنوب و جنوب باختری ایران متداول شد و به سایر نقاط نیز راه یافت.
رنگ نخودی را دارای سرشت شادی‌آور برای انسان نمی‌دانند و کاربرد زیاد آن در رنگ‌آمیزی شهری را در تقابل با سرزندگی می‌دانند.